# Deena Kastor
Deena Kastor, född Drossin den 14 februari 1973, är en amerikansk friidrottare som tävlar i långdistanslöpning och maraton.
Kastor deltog vid VM 1999 på 10 000 meter och slutade på en elfte plats på tiden 32.11,14. Hon deltog även vid Olympiska sommarspelen 2000 men blev då utslagen redan i försöken. Vid både VM 2001 och 2003 var hon i final på 10 000 meter men slutade 11:a respektive 12:a.
Vid Olympiska sommarspelen 2004 valde hon att tävla i maraton och slutade på en bronsplats på tiden 2:27.20. Vid VM 2007 i Osaka tävlade hon åter på 10 000 meter och blev denna gång sexa på tiden 32.24,58.
Förutom meriterna vid mästerskap vann hon London Maraton 2006 och Chicago Maraton 2005.

## Personliga rekord
- 10 000 meter - 30.50,32
- Maraton - 2:19.36